# Reinhard Kurth

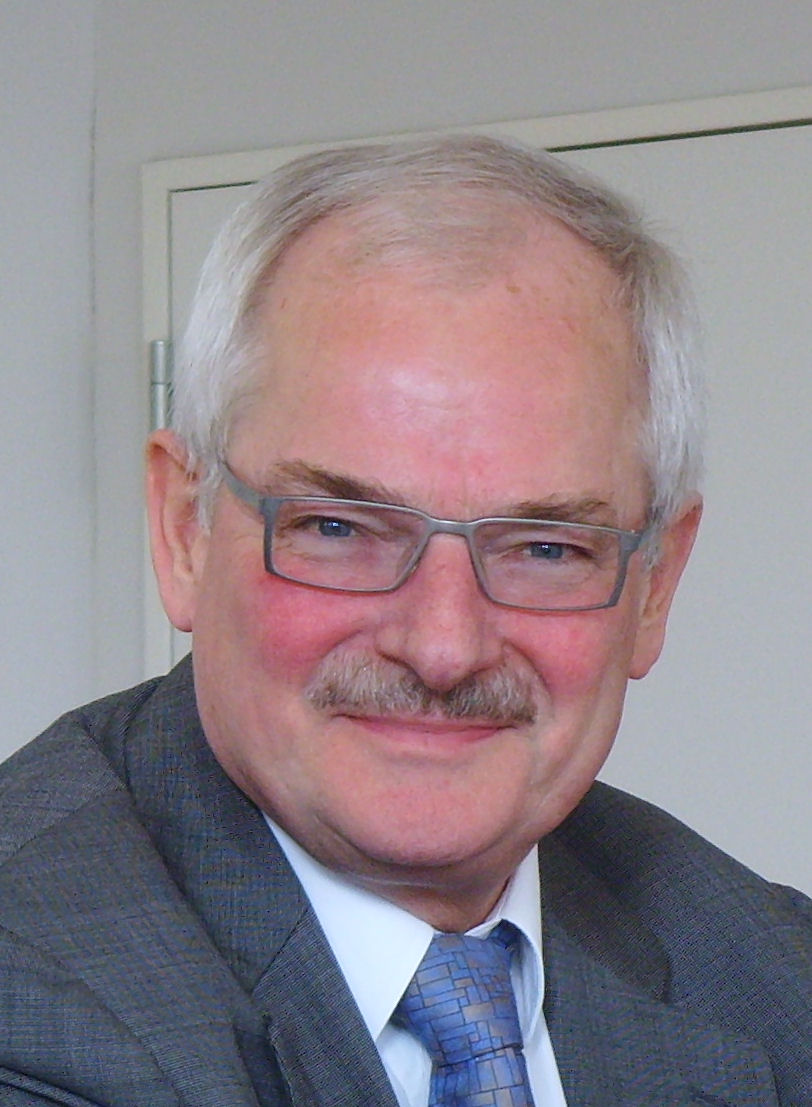
Reinhard Kurth (2009)

Reinhard Kurth (* 30. November 1942 in Dresden; † 2. Februar 2014 in Berlin) war ein deutscher Virologe und Mediziner. Er leitete von 1996 bis November 2007 das Robert Koch-Institut in Berlin, die für Infektionskrankheiten zuständige Nachfolgeeinrichtung des früheren Bundesgesundheitsamts.

## Leben
Nach dem Schulbesuch in Hamburg und Nürnberg (1949–1962) und bestandenem Abitur (am Martin-Behaim-Gymnasium) studierte Reinhard Kurth von 1962 bis 1968 an der Universität Erlangen-Nürnberg Medizin und im Nebenfach Philosophie. 1965 arbeitete er zeitweise in Kamerun als Entwicklungshelfer, 1968 schloss er sein Medizinstudium mit Staatsexamen und Promotion ab. 1968/69 war Kurth als Medizinalassistent am Stadtkrankenhaus in Ingelheim am Rhein tätig. Nach seiner Zulassung als Arzt (1969) ging er an die Universität Tübingen, wo er bis 1971 als Stipendiat der Volkswagenstiftung Molekularbiologie und Biochemie studierte und am Max-Planck-Institut für Virusforschung tätig war.
Im Zentrum seiner wissenschaftlichen Arbeiten standen die Retroviren und insbesondere HIV. Bereits von 1971 bis 1973 war er Wissenschaftlicher Assistent in der Abteilung Virologie des Robert-Koch-Instituts, wechselte dann aber an die Imperial Cancer Research Fund Laboratories in London. Anschließend leitete er von 1975 bis 1980 eine Nachwuchsgruppe der Max-Planck-Gesellschaft in Tübingen. 1976 wurde er in Tübingen habilitiert und zum Privatdozenten ernannt. 1980 wurde Kurth als Leiter der Abteilung Virologie an das Paul-Ehrlich-Institut nach Frankfurt am Main berufen, das er von 1986 bis 2001 als dessen Präsident leitete, die letzten fünf Jahre zugleich mit dem Robert Koch-Institut (RKI). Ab 1983 war er Honorarprofessor an der Universität Frankfurt. Seit September 2004 war er zudem kommissarischer Leiter des Bonner Bundesinstituts für Arzneimittel und Medizinprodukte.
Auch nach seiner Pensionierung forschte Kurth weiterhin im RKI. Forschungsschwerpunkte waren die funktionelle Charakterisierung der so genannten endogenen Retroviren des Menschen, die Entwicklung eines HIV-Impfstoffes und die Untersuchung von endogenen Retroviren des Schweins, die möglicherweise bei einer künftigen Xenotransplantation von Schweinegewebe oder -organen auf den Menschen Schaden anrichten könnten.

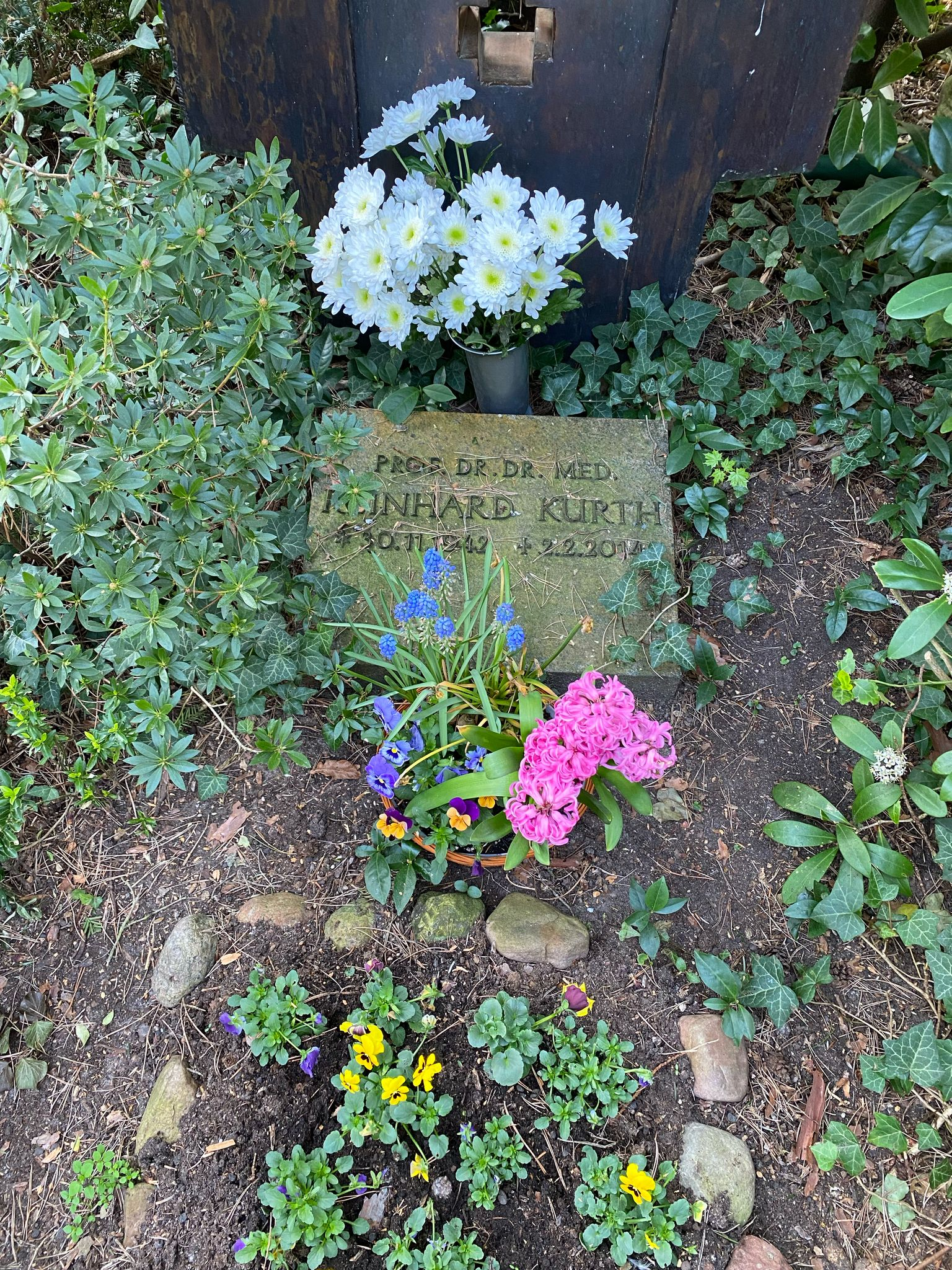
Grabstätte auf dem Waldfriedhof Kleinmachnow

Kurth verknüpfte die Erkenntnisse der Infektionsforschung immer wieder auch mit anderen gesellschaftlichen Fragen. So forderte er zum Beispiel, finanzschwache Staaten beim Infektionsschutz zu unterstützen. Zu seinem Selbstverständnis gehörte es auch, die breite Öffentlichkeit über Gesundheitsrisiken zu informieren, auch wenn das RKI aufgrund der gesetzlichen Vorgaben primär Fachöffentlichkeit und Politik berät.
Reinhard Kurth wurde mit zahlreichen wissenschaftlichen Auszeichnungen geehrt und war seit 1998 Mitglied der Biowissenschaftlich-medizinischen Klasse der Berlin-Brandenburgischen Akademie der Wissenschaften. Im Jahr 2005 erhielt er das Große Verdienstkreuz des Verdienstordens der Bundesrepublik Deutschland aus der Hand von Bundespräsident Horst Köhler für besondere Leistungen in der Wissenschaft und erfolgreiches Wirken in mehreren Bundesinstituten. „Für seine herausragenden Verdienste“ hat ihm die Medizinische Fakultät der Charité in Berlin 2006 die Ehrendoktorwürde verliehen.
Reinhard Kurth wurde am 7. Oktober 2008 zum neuen Stiftungsratsvorsitzenden der Schering Stiftung berufen. Er erschien 2009 in dem Dokumentarfilm House of Numbers: Anatomy of an Epidemic, in dem er sich u. a. zu den Thesen Peter Duesbergs äußerte.
Kurth verstarb am 2. Februar 2014 nach langer, schwerer Krankheit. Seit 2001 war er mit Bärbel-Maria Kurth verheiratet. Auf dem Waldfriedhof in Kleinmachnow fand Reinhard Kurth seine letzte Ruhestätte.

## Auszeichnungen, Ehrungen und Mitgliedschaften
- 1998: Mitglied der Berlin-Brandenburgischen Akademie der Wissenschaften
- 2005: Großes Verdienstkreuz des Verdienstordens der Bundesrepublik Deutschland
- 2005: Foreign Member der American Philosophical Society[5]
- 2006: Ehrendoktorwürde der Medizinischen Fakultät der Charité in Berlin
- 2008: Mitglied der Leopoldina
- 2009: Johann-Peter-Frank-Medaille des Bundesverband der Ärztinnen und Ärzte des öffentlichen Gesundheitsdienstes